# 테르시테스

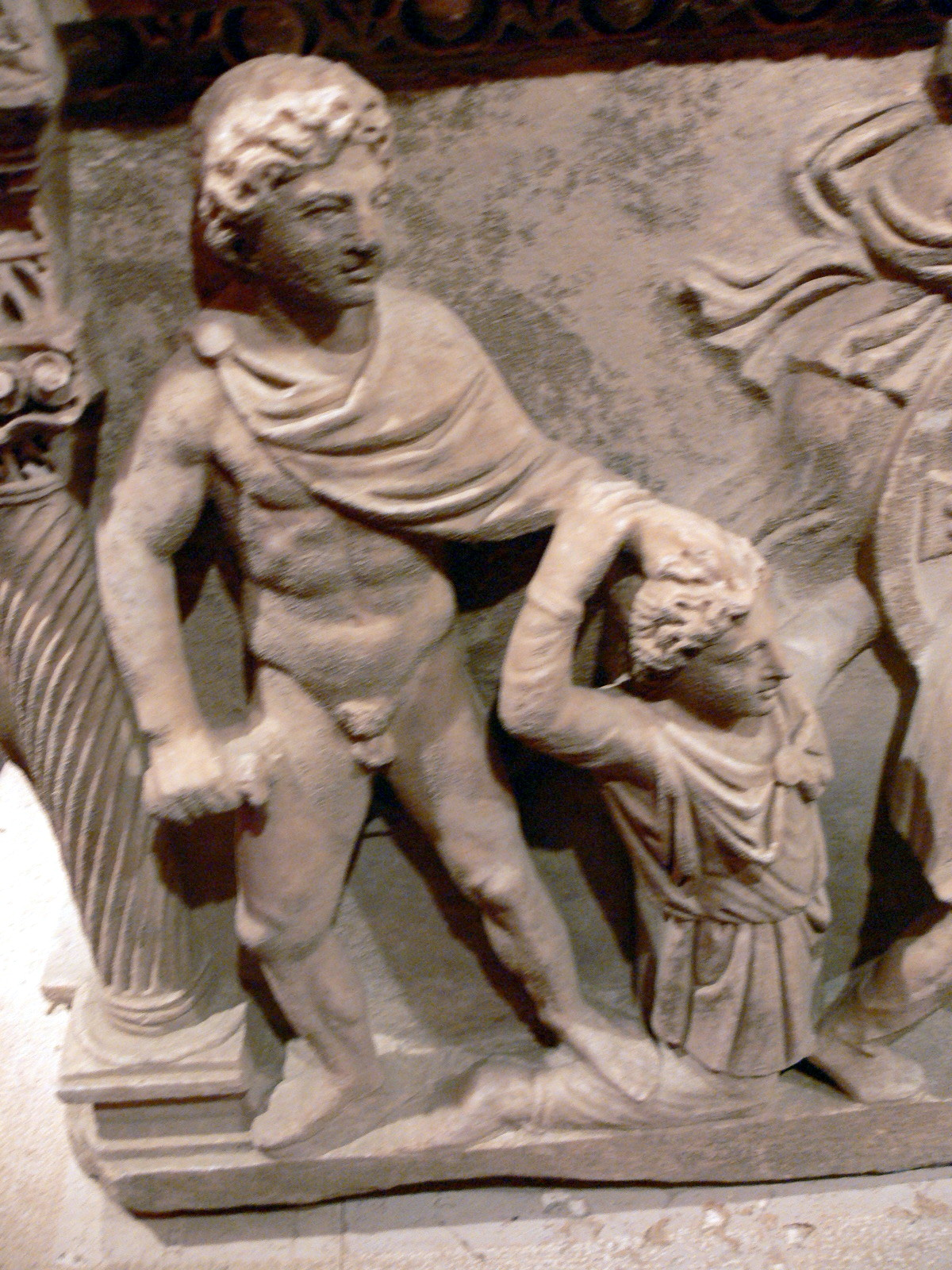

테르시테스(그리스어: Θερσίτης)는 그리스 신화에 나오는 인물로 트로이 전쟁에 참가한 그리스의 병사였다. 다른 트로이 전쟁의 영웅들이 왕이나 장군인데 비해 그는 계급이 낮은 평민으로 지독한 독설가이자 수다쟁이였다.
일리아스 제2권에서 호메로스는 이례적으로 테르테시스의 못생긴 모습을 자세히 묘사하고 있다.
| “ | 그는 일리오스에 온 사람들 중에서 가장 못생긴 자로 안짱다리에 한 쪽발을 절었고 두 어깨는 굽어 가슴쪽으로 오그라져 있었다. 그리고 어깨 위에는 원뿔 모양의 머리가 얹혀 있었고 거기에 가는 머리털이 드문드문 나 있었다. | ” |
|   | — 일리아스, 제2권 216~219행. |   |

그는 수다쟁이로 자신의 낮은 신분에도 불구하고 여러 영웅들과 왕들을 조롱하였다. 그는 아킬레우스는 "겁쟁이"로 욕하고 오디세우스를 공공연히 비난했고 아가멤논에게도 "욕심쟁이"에다가 "계집애 같은 겁쟁이"라고 조롱을 퍼부었다. 그러다 오디세우스가 황금의 지팡이로 때리자 테르시테스는 눈물을 흘리며 물러났다고 한다.
그는 결국 자신의 조롱과 독설로 인해 죽음을 맞는다. 아킬레우스가 다시 전투에 나서고 한 전투에서 트로이 진영을 도와 전쟁에 참여한 아마조네스의 여왕 펜테실레이아를 죽였다. 아킬레우스는 펜테실레이아의 투구를 벗겼는데 그녀의 얼굴이 너무나 아름다워 그만 사랑에 빠지고 말았다. 아킬레우스는 그녀의 시체를 가져와서 겁탈했는데 이를 보고 테르시테스가 네크로필리아라며 조롱했고, 이에 화가 난 아킬레우스가 테르시테스를 죽여버렸다고 한다.
테르시테스는 권력에도 굴하지 않은 비평적 인물의 상징으로 많은 철학자들과 평론가들로부터 자주 거론된다.